# Második Erdoğan-kormány
A második Erdoğan-kormányt a 2007-es általános választások után, 2007. augusztus 29-én iktatták be. 2009. május 1-jén a kormány egy része lecserélődött.

## Kormányzati felépítés
| Hivatal | Név                                            | Hivatali idő                                                                                               |
| --- | ---------------------------------------------- | --- |
| Miniszterelnök | Recep Tayyip Erdoğan                           | 2007. augusztus 29. –                                                                                      |
| Minisztériumok közötti koordinálásért, az emberi jogokért és Ciprusért felelős államminiszter, miniszterelnök-helyettes | Cemil Çiçek                                    | 2007. augusztus 29. – 2011. június 14.                                                                     |
| Alapítványokért és a Török Rádió- és Televíziótársaságért felelős államminiszter, miniszterelnök-helyettes              | Hayati Yazıcı Bülent Arınç                     | 2007. augusztus 29. – 2009. május 1. 2009. május 1. – 2011. június 14.                                     |
| A gazdaságért, bankokért és az államkincstárért felelős államminiszter, miniszterelnök-helyettes                        | Nazım Ekren Ali Babacan                        | 2007. augusztus 29. – 2009. május 1. 2009. május 1. – 2011. június 14.                                     |
| Külügyminiszter | Ali Babacan Ahmet Davutoğlu                    | 2007. augusztus 29. – 2009. augusztus 1. 2009. május 1.                                                    |
| Belügyminiszter | Beşir Atalay Osman Güneş                       | 2007. augusztus 29. – 2011. március 8. 2011. március 8. – 2011. június 14.                                 |
| Pénzügyminiszter | Kemal Unakıtan Mehmet Şimşek                   | 2007. augusztus 29. – 2009. május 1. 2009. május 1. – 2011. június 14.                                     |
| Igazságügyi miniszter                                                                                                   | Mehmet Ali Şahin Sadullah Ergin Ahmet Kahraman | 2007. augusztus 29. – 2009. május 1. 2009. május 1. – 2011. március 8. 2011. március 8. – 2011. június 14. |
| Energiaügyi és természeti forrásokért felelős miniszter                                                                 | Hilmi Güler Taner Yıldız                       | 2007. augusztus 29. – 2009. május 1. 2009. május 1. – 2011. június 14.                                     |
| Mezőgazdasági és élelmiszerügyi miniszter                                                                               | Mehdi Eker                                     | 2007. augusztus 29. – 2011. június 14.                                                                     |
| Kulturális és turisztikai miniszter                                                                                     | Ertuğrul Günay                                 | 2007. augusztus 29. – 2011. június 14.                                                                     |
| Egészségügyi miniszter                                                                                                  | Recep Akdağ                                    | 2007. augusztus 29. – 2011. június 14.                                                                     |
| Oktatásügyi miniszter                                                                                                   | Hüseyin Çelik Nimet Çubukçu                    | 2007. augusztus 29. – 2009. május 1. 2009. május 1. – 2011. június 14.                                     |
| Nemzetvédelmi miniszter                                                                                                 | Vecdi Gönül                                    | 2007. augusztus 29. – 2011. június 14.                                                                     |
| Ipari és kereskedelmi miniszter                                                                                         | Mehmet Zafer Çağlayan Nihat Ergün              | 2007. augusztus 29. – 2009. május 1. 2009. május 1. – 2011. június 14.                                     |
| Munkaügyi és társadalombiztosítási miniszter                                                                            | Faruk Çelik Ömer Dinçer                        | 2007. augusztus 29. – 2009. május 1. 2009. május 1. – 2011. június 14.                                     |
| Közlekedésügyi miniszter                                                                                                | Binali Yıldırım Habip Soluk                    | 2007. augusztus 29. – 2011. március 8. 2011. március 8. – 2011. június 14.                                 |
| Építésügyi miniszter | Faruk Nafız Özak Mustafa Demir                 | 2007. augusztus 29. – 2009. május 1. 2009. május 1. – 2011. június 14.                                     |
| Környezetvédelmi és erdőügyi miniszter                                                                                  | Veysel Eroğlu                                  | 2007. augusztus 29. – 2011. június 14.                                                                     |
| Tudományért, Technológiáért és a Civilizációk Szövetsége projektért felelős államminiszter                              | Mehmet Aydın                                   | 2007. augusztus 29. – 2011. június 14.                                                                     |
| A külföldi beruházásokért és a külkereskedelemért felelős államminiszter                                                | Kürşat Tüzmen Mehmet Zafer Çağlayan            | 2007. augusztus 29. – 2009. május 1. 2009. május 1. – 2011. június 14.                                     |
| Nő- és családügyi államminiszter                                                                                        | Nimet Çubukçu Selma Aliye Kavaf                | 2007. augusztus 29. – 2009. május 1. 2009. május 1. – 2011. június 14.                                     |
| A Délkelet-anatóliai és a Kelet-anatóliai Projektekért, ezen régiók gazdasági fejlesztéséért felelős államminiszter     | Cevdet Yılmaz                                  | 2009. május 1. – 2011. június 14.                                                                          |
| Vallásügyi és a török világért felelős államminiszter                                                                   | Mustafa Sait Yazıcıoğlu Faruk Çelik            | 2007. augusztus 29. – 2009. május 1. 2009. május 1. – 2011. június 14.                                     |
| Sport és ifjúsági ügyekért felelős államminiszter                                                                       | Murat Başesgioğlu Faruk Nafız Özak             | 2007. augusztus 29. – 2009. május 1. 2009. május 1. – 2011. június 14.                                     |
| Az európai uniós csatlakozásért felelős államminiszter                                                                  | Egemen Bağış                                   | 2009. január 8. – 2011. június 14.                                                                         |
| Vámügyekért, Isztambul Európa kulturális fővárosa 2010 programért és a szociális juttatásokért felelős államminiszter   | Hayati Yazıcı                                  | 2009. május 1. – 2011. június 14.                                                                          |

## Fordítás
- Ez a szócikk részben vagy egészben  a(z)   60. Türkiye Cumhuriyeti Hükûmeti című török Wikipédia-szócikk fordításán alapul.  Az eredeti cikk szerkesztőit annak laptörténete sorolja fel. Ez a jelzés csupán a megfogalmazás eredetét és a szerzői jogokat jelzi, nem szolgál a cikkben szereplő információk forrásmegjelöléseként.
- Ez a szócikk részben vagy egészben  a   Cabinet Erdoğan II című angol Wikipédia-szócikk fordításán alapul.  Az eredeti cikk szerkesztőit annak laptörténete sorolja fel. Ez a jelzés csupán a megfogalmazás eredetét és a szerzői jogokat jelzi, nem szolgál a cikkben szereplő információk forrásmegjelöléseként.